# Óscar Adán Bolaños
Óscar Adán Bolaños (Sonsonate, El Salvador, 18 de diciembre de 1912-San Salvador, El Salvador, 28 de enero de 1995) fue un militar que llegaría al rango de coronel; que participaría en el golpe de Estado de 1948, para luego formar parte del Consejo de Gobierno Revolucionario, del que sería presidente desde el 22 de octubre de 1949 hasta el 14 de septiembre de 1950; y que posteriormente sería ministro de la defensa nacional (desde 1950 a 1953) y secretario técnico de la presidencia de El Salvador.

## Biografía
José Óscar Adán Bolaños Estrada nació el 18 de diciembre de 1912 en la ciudad de Sonsonate, El Salvador; siendo hijo del coronel Vicente Bolaños Figueroa (originario de San Vicente) y de Pilar Estrada y Estrada. Contrería primeras nupcias con María Luisa Castellón (de donde nacería el coronel Óscar Nelson Bolaños, comandante de la Fuerza Aérea de El Salvador en 1979), después tendría segundas nupcias con Anita Ávila, originaria de La Unión.
Se dedicaría a la carrera de las armas, y el 27 de diciembre de 1931 estaría entre los egresados de la segunda promoción de la escuela militar en su cuarta época, con lo que tendría el rango de subteniente. Posteriormente, el 15 de junio de 1934 sería promovido al rango de teniente.
Para el año de 1941, tenía ya el rango de capitán y laboraba como profesor de historia militar en la academia militar, trabajando cuatro horas semanales con un sueldo mensual de 32.40 colones y un sueldo anual de 388.80 colones.
A mediados de 1944, sería comisionado (junto con los capitanes José María Lemus, Adolfo Rubio Melhado, Jorge Tenorio y otros) por la junta militar, que buscaba derrocar el gobierno provisional de Andrés Ignacio Menéndez, para que editaran algunos periódicos que defendieran al ejército a la luz pública; así sería tesorero, administrador y distribuidor de los periódicos «La verdad desnuda» y «El combatiente».
En la noche del 20 de octubre de 1944 (junto con los capitanes Ponce, Rubio Melhado, Jorge Tenorio, Juan Sánchez Ponce, Quintanilla, Leiva, Carlos Bermúdez, Velásquez, y teniente Paniagua), debido a que ese día partidarios del Partido de Unificación Democrática habían insultado a militares y agredido a militantes del Partido de Unificación Social Democrática (del general Salvador Castaneda Castro), urgirían al general Salvador Peña Trejo una reunión de la junta militar para deponer al presidente al general Andrés Ignacio Menéndez y colocar al coronel Osmín Aguirre y Salinas.
Para 1945 tenía el rango de mayor, y ese año participaría en una alzamiento para deponer al presidente Salvador Castaneda Castro; pero dicho alzamiento sería infructuoso, por lo que sería arrestado y dado de baja, dedicándose a trabajar como camionero el resto de gobierno de Castaneda.
En diciembre de 1948, haría parte del grupo militar que planearía y derrocaría al presidente Salvador Castaneda Castro el 14 de ese mes y año. Luego de lo cual pasaría a ser miembro del Consejo de Gobierno Revolucionario que se encargaría provisionalmente del gobierno salvadoreño.
A partir del 22 de octubre de 1949, debido a renuncia del mayor Óscar Osorio (quien para entonces era el presidente del Consejo de Gobierno) para ser candidato presidencial, sería presidente del Consejo de Gobierno Revolucionario. Durante su mandato, entre otras cosas, se convocaría a elecciones generales para presidente de la República y diputados a la asamblea constituyente.
Ejercería como presidente del Consejo de Gobierno Revolucionario hasta el 14 de septiembre de 1950, cuando le entregaría la presidencia de la República al teniente coronel Óscar Osorio, quien lo nombraría como ministro de la defensa nacional. Más adelante, el 24 de septiembre de ese año sería promovido al rango de teniente coronel.
En el tiempo en el que fue ministro de defensa, el 12 de octubre de 1951, en el puerto El Cutuco (La Unión), se crearía la Fuerza Naval de El Salvador con el nombre de Marina Nacional. Por otro lado, en 1952 sería ganador de ajedrez en la fuerza armada y haría parte de la comitiva que iría a viajar a Costa Rica, donde recibiría el título de presidente honorario de la Federación Costarricense de Ajedrez; también sería presidente de la Sociedad Coral Salvadoreña; y sería uno de los impulsores de la equitación, para lo cual organizaría cursos de instrucción (para militares y civiles) con las colaboración del oficial Fernández de Perú.
El 9 de diciembre de 1953, debido a que mantenía buenos vínculos con el gobierno guatemalteco de carácter democrático del coronel Jacobo Arbenz, sería destituido como ministro de defensa y sustituido por el coronel Marco Antonio Molina. Más adelante, el 12 de diciembre de ese año, sería nombrado secretario general de la presidencia de la República, cargo que desempeñaría hasta el final del gobierno de Osorio en 1956.
En el año de 1955 fue uno de los fundadores del Instituto Salvadoreño de Cultura Hispánica (hoy Centro Cultural de España en El Salvador), del que sería vocal de su primera junta directiva. Posteriormente, y ya con el rango de coronel, a partir de 1958 haría parte de la sociedad, que fundada por Raúl Trabanino, buscaba impulsar el segundo canal de televisión en el país (YSU-TV Canal 4); con lo que haría parte del grupo directivo de le empresa YSU, que lo nombraría más adelante como director ejecutivo, en la que buscaría negociar los contratos con las agencias de publicidad, con lo que varias de ellas suspendieron su contratación con la empresa lo que hizo que en quince días se redujera la facturación de la empresa a la mitad o más.
Fallecería en el hospital militar de la ciudad de San Salvador el 28 de enero de 1995, de falla multisistemica, neumonía aspirativa y diabetes mellitus; para entonces residía en la ciudad de Santa Tecla y contaba con 82 años de edad.